# Marie-Cécile de Prusse
Ne doit pas être confondue avec sa tante, la princesse Cécile de Prusse.
Marie-Cécile Kira Victoria Louise de Prusse, née le 28 mai 1942 à Cadinen, près de Tolkmicko, en Pologne, est un membre de la famille royale de Prusse.

## Biographie
Elle est la fille de Louis-Ferdinand de Prusse (un petit-fils du dernier empereur allemand Guillaume II) et de Kira Kirillovna de Russie. Ses parents sont, tous deux, des arrière-petits-enfants de la reine Victoria.
Le 3 décembre 1965, à Berlin, Marie-Cécile épouse civilement, et religieusement le lendemain, Frédéric-Auguste d'Oldenbourg (1936-2017), fils de Nicolas d'Oldenbourg et d'Hélène de Waldeck-Pyrmont (une cousine germaine de la reine Wilhelmine des Pays-Bas). Leur mariage est dissout par divorce à Munich le 23 novembre 1989,.
Le couple a trois enfants portant le titre de duc et duchesses d'Oldenbourg, :
- Paul Vladimir d'Oldenbourg (né à Lübeck, le 16 août 1969), épouse en 2001 Maria del Pilar Méndez de Vigo y Löwenstein-Wertheim-Rosenberg (née en 1970), dont cinq enfants (Kirill, Carlos, Paul, Maria et Louis)[1] ;
- Rixa d'Oldenbourg (née à Lübeck, le 17 septembre 1970), épouse le 13 octobre 2012 Stephan Sanders (sans postérité)[4],[1] ;
- Bibiane d'Oldenbourg (née à Oldenbourg, le 24 juin 1974), épouse en 2004 Peter Dorner (né en 1972), dont deux filles (Xenia et Rixa)[1].